# Васконська гіпотеза

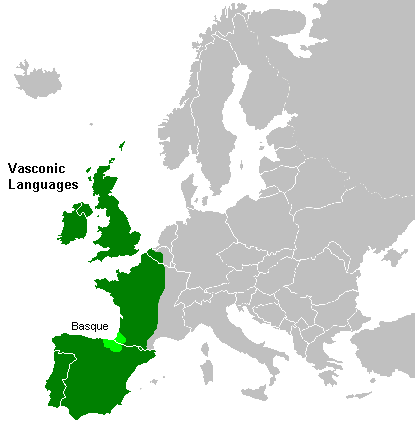
Можливий ареал васконських мов

Васконська гіпотеза — гіпотеза про те, що багато мов Західної Європи зазнали впливу гіпотетичної «васконської» мовної сім'ї, єдиною живою мовою якої є баскська. Висунута німецьким лінгвістом Тео Феннеманном (Мюнхенський університет імені Людвіга Максиміліана), проте подальшого академічного визнання не отримала.
За Феннеманном «васконські мови» були широко поширені в Європі до появи індоєвропейських мов. Від них залишилися топоніми в Центральній і Східній Європі; вони також залишили сліди в словниковому запасі германських і балто-слов'янських, які не можуть бути пояснені наявністю спільних індоєвропейських коренів.
Феннеманн вважає, що після льодовикового періоду васконські народи розселилися з Піренейського півострова і Південної Франції по всій Європі, де дали назви річкам і місцевостям, які частково збереглися і після того, як васконські мови були асимільовані індоєвропейськими. Часткова невідповідність палеоєвропейської гідроніміки індоєвропейським кореням була відзначена і раніше, і відома як залишки доіндоєвропейського мовного субстрату. Феннеманн припустив, що одним з елементів цього субстрату були васконські мови, оскільки гідроніми частково можуть бути пояснені на основі баскської мови. Так, елемент назви «аран» (Баль-д'Аран, Арендал) можуть бути пояснені за допомогою баскського «Харан» — «долина». Більшість лінгвістів, проте, вважають відповідні корені індоєвропейськими.
Іншим доказом васконської гіпотези Феннеманн вважає залишки двадцяткової системи числення в кельтських, французькій, данській і грузинській мовах. Він також наводить генетичні дані для ілюстрації твердження, що баски генетично близькі до інших європейських народів.

## Критика
Лінгвісти, які вивчають історію мов, відкидають васконську гіпотезу. Так, теорії Феннеманна з топоніміки та гідроніміки викликали критику британського лінгвіста Кітсона. Німецький лінгвіст Дітер Штайнбауер стверджував, що така ізольована мова, як баскська, не може бути представницькою для реконструкції мовного субстрату. Ми маємо в своєму розпорядженні надто обмежені дані про історичний розвиток баскської мови, і баскська сама має багато запозичень з індоєвропейських мов. Він вважає, що кластери приголосних, які Веннеман використовував для побудови гіпотези, запозичені. Штайнбауер вказав також на методологічні помилки, допущені Веннеманом, підкресливши, що гіпотеза зіткнулася з непереборними труднощами.